# Craspedoderus dilaticollis
Craspedoderus dilaticollis är en skalbaggsart som beskrevs av Thomson 1864. Craspedoderus dilaticollis ingår i släktet Craspedoderus och familjen långhorningar. Inga underarter finns listade i Catalogue of Life.